# 云母

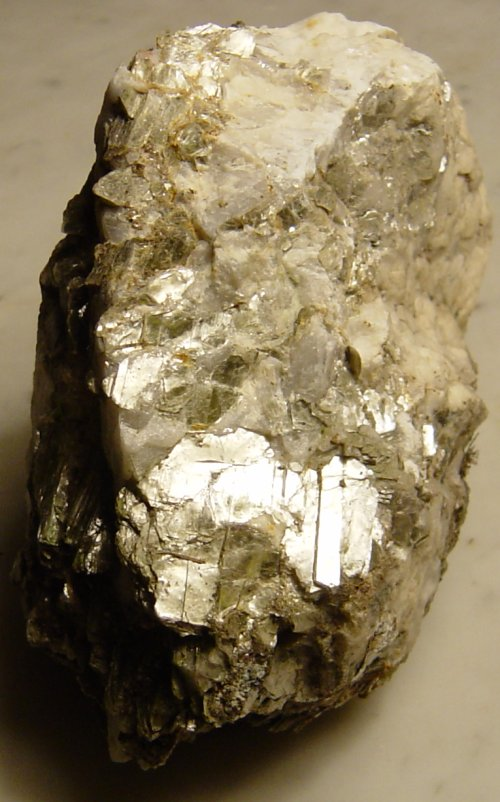
带云母的岩石

云母是云母族矿物的统称，是钾、铝、镁、铁、锂等金属的铝硅酸盐，都是层状结构，单斜晶系。晶体呈假六方片状或板状，偶见柱状。层状解理非常完全，有玻璃光泽，薄片具有弹性。
英语Mica一词来源于拉丁语，意为“碎渣”。
云母矿广泛存在于亚洲、非洲和美洲，但在欧洲很少，直到19世纪，云母在欧洲的价值还非常高，随着殖民者在非洲和南美开采云母，价格迅速低落。

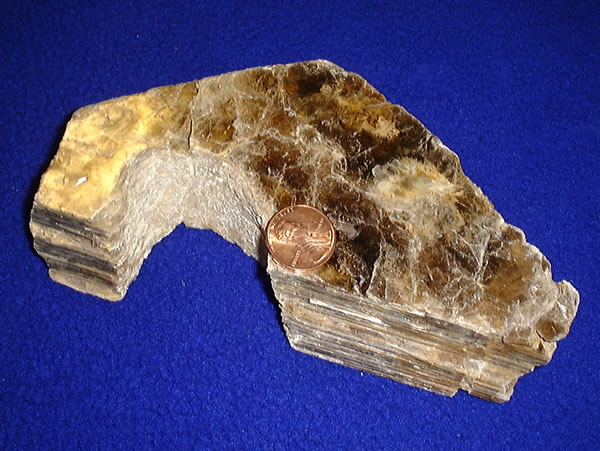
云母块

云母具有非常高的绝缘、绝热性能，化学稳定性好，具有抗强酸、强碱和抗压能力，所以是制造电气设备的重要原材料，因此也能做為吹風機內的絕緣材料。云母同时具有双折射能力，所以也是制造偏振光片的光学仪器材料。
云母矿主要包括有黑云母、金云母、白云母、锂云母、铁锂云母等，砂金石是云母和石英的混合矿物。工业上应用最多的是白云母和金云母，锂云母是提炼锂的重要矿物原料。

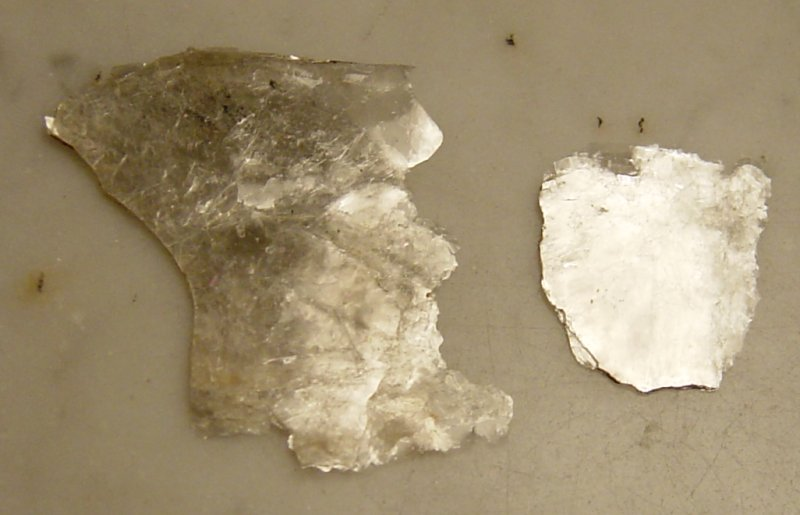
云母片